# Zro'a Ha-Yabasha
Zro'a Ha-Yabasha (זרוע היבשה) è l'attuale esercito dello Stato di Israele. Raggruppa tutte le forze terrestri delle forze di difesa israeliane (IDF).
Fino al 1998 era denominato Mifkedet Zro'a ha-Yabasha e per questo conosciuto con l'acronimo MIZA.

## Storia

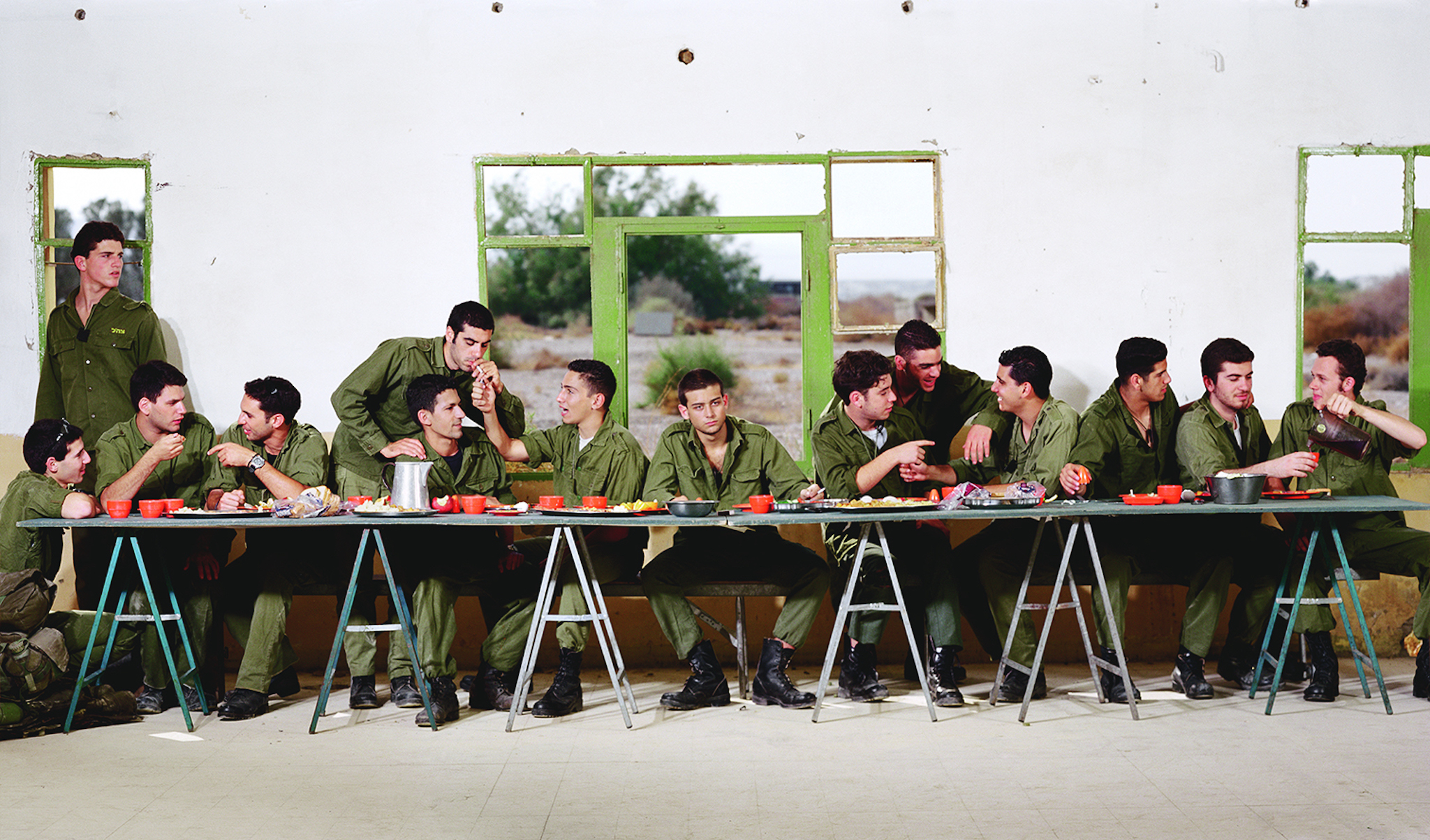
L'esercito israeliano rappresentato figurativamente da Adi Nes come ne L'ultima cena di Leonardo da Vinci.

Nacque il 29 maggio 1948, all'indomani dell'indipendenza dello stato d'Israele, integrando l'Haganah, la principale forza militare ebraica, con le altre organizzazioni paramilitari minori, l'Irgun e il Lehi.

## Organizzazione
La dimensione attuale delle forze terrestri israeliane è stimata in circa 133.000 soldati in servizio e 380.000 soldati della riserva, che vengono richiamati periodicamente
L'esercito d'Israele conta 15 divisioni, suddivise in 76 brigate, 3.500 carri armati, 10.000 mezzi blindati e veicoli per il trasporto truppe, 1.300 pezzi d'artiglieria.
Il GAC è suddiviso in cinque corpi; l'ultimo, creato nel 2000, è quello dell'intelligence militare:
- Corpi di manovra:
  -  Corpo di Fanteria
  -  Corpo corazzato
- Corpi di supporto:
  -  Corpo d'artiglieria
  -  Genio militare
  -  Corpo dell'Intelligence militare

## Comando
Il comandante, un maggior generale, dipende direttamente dal Ramatkal il capo di stato maggiore generale.

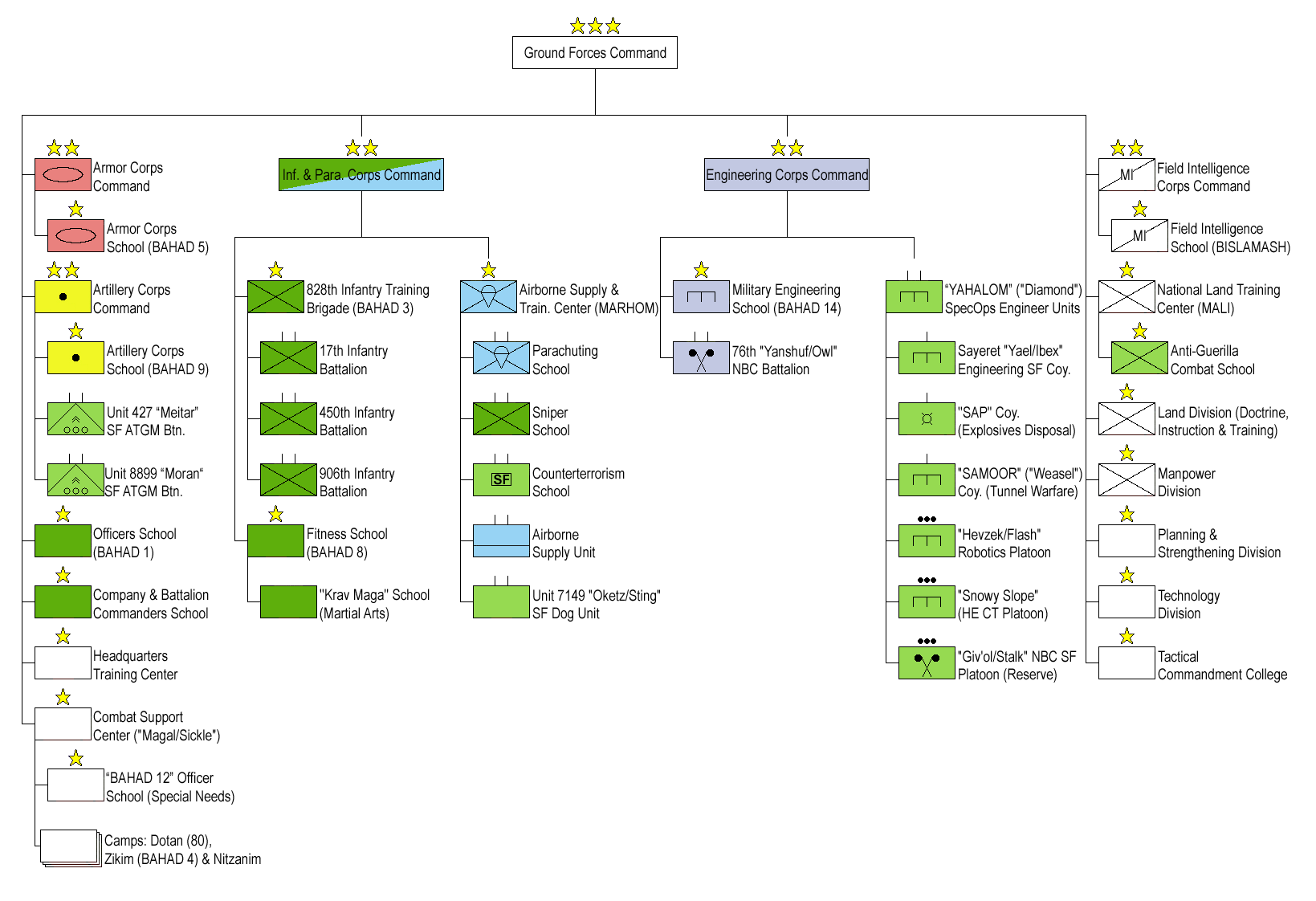
Ground Forces Command

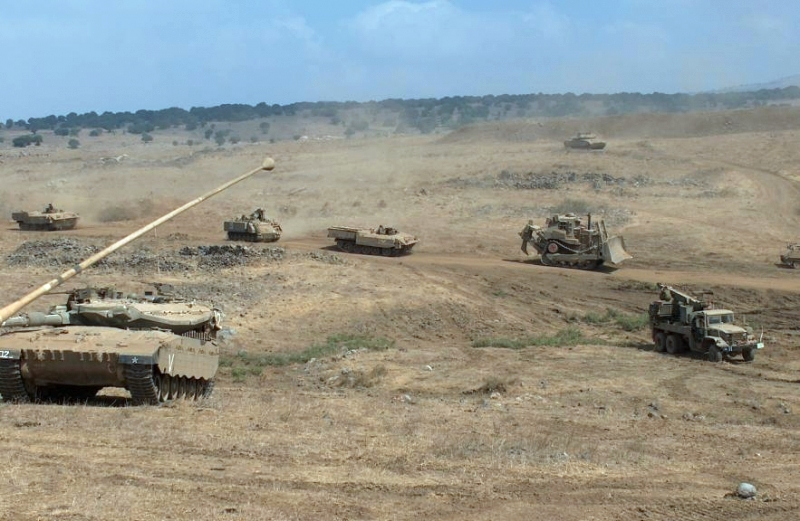
Truppe del corpo corazzato israeliano

### Comandanti
- Dan Shomron (1983-1985)
- Amir Drori (1985-1986)
- Uri Sagi (1986-1991)
- Emanuel Sakel (1991-1994)
- Ze'ev Livne (1994-1996)
- Amos Malka (1996-1998)
- Moshe Soknik (1998-2001)
- Yiftah Ron-Tal (2001-2005)
- Binyamin Gantz (2005-2007)
- Avi Mizrahi (2007-2009)
- Sami Turgeman (2009-2013)
- Guy Tzur (2013-2016)
- Kobi Barak (2016-2019)
- Yoel Strick (2019-2022)
- Tamir Yadai (2022-)

## Gradi
All'interno delle forze di autodifesa israeliane i gradi sono uguali per tutti i corpi senza differenze tra aeronautica, esercito e marina. L'avanzamento di grado avviene principalmente in base all'anzianità e al periodo durante il quale si è prestato servizio e non per meriti.

## Unità militari
- 36ª Divisione corazzata "Gaash"
- 162ª Divisione corazzata "HaPlada"
- 1ª Brigata di fanteria "Golani"
- 84ª Brigata di fanteria "Givati"
- 900ª Brigata di fanteria "Kfir"
- 7ª Brigata corazzata "Saar mi-Golan"
- Brigata Barak
- Brigata di Kfir
- Comando meridionale (Israele)
- Corpo di polizia militare israeliano